# Випасненська сільська рада
Випасня́нська сільська́ ра́да — колишня адміністративно-територіальна одиниця та орган місцевого самоврядування в Білгород-Дністровському районі Одеської області. Адміністративний центр — село Випасне.

## Загальні відомості
Випаснянська сільська рада утворена в 1965 році.
- Територія ради: 92,48 км²
- Населення ради: 8 802 особи (станом на 2001 рік)

## Населені пункти
Сільській раді були підпорядковані населені пункти:
- с. Випасне
- с. Сухолужжя

## Населення
Згідно з переписом 1989 року населення сільської ради становило 8897 осіб, з яких 4100 чоловіків та 4797 жінок.
За переписом населення 2001 року в сільській раді мешкали 8772 особи.

### Мова
Розподіл населення за рідною мовою за даними перепису 2001 року:
| Мова       | Відсоток |
| ---------- | -------- |
| українська | 90,81 %  |
| російська  | 6,79 %   |
| молдовська | 1,11 %   |
| болгарська | 0,52 %   |
| гагаузька  | 0,2 %    |
| білоруська | 0,16 %   |
| вірменська | 0,12 %   |
| циганська  | 0,03 %   |
| угорська   | 0,02 %   |
| словацька  | 0,01 %   |

## Склад ради
Рада складалася з 30 депутатів та голови.
- Голова ради: Кравченко Петро Павлович
- Секретар ради: Паламарчук Тая Вікторівна

### Керівний склад попередніх скликань
| Прізвище, ім'я, по батькові  | Основні відомості                                                 | Дата обрання | Дата звільнення |
| ---------------------------- | ----------------------------------------------------------------- | ------------ | --------------- |
| Бірюков Володимир Васильович | Сільський голова, 1947 року народження, безпартійний              | 26.03.2006   | 31.10.2010      |
| Кравченко Петро Павлович     | Сільський голова, 1961 року народження, освіта вища, безпартійний | 25.05.2014   |                 |

Примітка: таблиця складена за даними сайту Верховної Ради України

### Депутати
За результатами місцевих виборів 2010 року депутатами ради стали:

#### За суб'єктами висування
| Суб'єкт висування                 | Кількість обраних депутатів | %    |
| --------------------------------- | --------------------------- | ---- |
| Партія регіонів                   | 18                          | 60   |
| Самовисування                     | 8                           | 26,7 |
| Комуністична партія України       | 2                           | 6,7  |
| Політична партія «Сильна Україна» | 2                           | 6,7  |

#### За округами
| № округу                          | Прізвище, ім'я, по батькові       | Дата визнання обраним | Освіта             | Партійна приналежність                  | Відомості про обраного депутата                            |
| --------------------------------- | --------------------------------- | --------------------- | ------------------ | --------------------------------------- | ---------------------------------------------------------- |
| Комуністична партія України       |                                   |                       |                    |                                         |                                                            |
| 16                                | Павленко Тамара Семенівна         | 01.11.2010            | вища               | член Комуністичної партії України       | Випаснянська загальноосвітня школа I-III ст. № 2, вчитель  |
| 17                                | Кравченко Світлана Костянтинівна  | 01.11.2010            | вища               | член Комуністичної партії України       | Випаснянська загальноосвітня школа I-III ст. № 2, вчитель  |
| Партія регіонів                   |                                   |                       |                    |                                         |                                                            |
| 1                                 | Шпура Анатолій Васильович         | 01.11.2010            | середня спеціальна | член Партії регіонів                    | дошкільний навчальний заклад «Струмочок», охоронець        |
| 2                                 | Гетманченко Іван Іванович         | 01.11.2010            | середня спеціальна | член Партії регіонів                    | тимчасово не працює                                        |
| 3                                 | Мережко Оксана Павлівна           | 01.11.2010            | вища               | член Партії регіонів                    | фельдшерсько-акушерський пункт с. Сухолужжя, завідувачка   |
| 4                                 | Граматік Марія Микитівна          | 01.11.2010            | вища               | член Партії регіонів                    | Випаснянська загальноосвітня школа I-III ст., вчитель      |
| 5                                 | Іванько Дмитро Прокопович         | 01.11.2010            | середня спеціальна | член Партії регіонів                    | Випаснянська сільська рада, черговий                       |
| 6                                 | Боярчук Раїса Мартинівна          | 01.11.2010            | середня спеціальна | член Партії регіонів                    | дошкільний навчальний заклад «Сонечко», вихователь         |
| 8                                 | Зозуля Артем Георгійович          | 01.11.2010            | середня спеціальна | член Партії регіонів                    | магазин «Білий квадрат», менеджер                          |
| 9                                 | Рогова Валентина Прокопівна       | 01.11.2010            | середня спеціальна | член Партії регіонів                    | тимчасово не працює                                        |
| 11                                | Кедровський Василь Дмитрович      | 01.11.2010            | середня спеціальна | член Партії регіонів                    | база відпочинку «Виноград», охоронець                      |
| 14                                | Граматик Анастасія Сергіївна      | 01.11.2010            | середня спеціальна | член Партії регіонів                    | Випасненська дільнична лікарня, медична сестра             |
| 19                                | Чабан Ілля Володимирович          | 01.11.2010            | середня спеціальна | член Партії регіонів                    | Одеська залізниця, водій                                   |
| 20                                | Олійніченко Альона Олексіївна     | 01.11.2010            | вища               | член Партії регіонів                    | Випаснянська сільська рада, землевпорядник                 |
| 21                                | Кравцов Олександр Васильович      | 01.11.2010            | середня спеціальна | член Партії регіонів                    | ООО ім. Мічуріна, завідувач ферми                          |
| 22                                | Резниченко Олександр Анатолійович | 01.11.2010            | вища               | член Партії регіонів                    | Випаснянська загальноосвітня школа I-III ст. № 2, вчитель  |
| 23                                | Шевченко Іван Іванович            | 01.11.2010            | середня спеціальна | член Партії регіонів                    | Випаснянська загальноосвітня школа I-III ст. № 2, робітник |
| 25                                | Заболотня Світлана Григорівна     | 01.11.2010            | вища               | член Партії регіонів                    | ООО ім. Мічуріна, зоотехнік                                |
| 26                                | Глотова Тетяна Олександрівна      | 01.11.2010            | середня спеціальна | член Партії регіонів                    | сільська бібліотека, бібліотекар                           |
| 30                                | Паламарчук Тая Вікторівна         | 01.11.2010            | середня спеціальна | член Партії регіонів                    | Випаснянська сільська рада, секретар                       |
| Політична партія «Сильна Україна» |                                   |                       |                    |                                         |                                                            |
| 10                                | Носуленко Павло Ігнатович         | 01.11.2010            | середня спеціальна | член Політичної партії «Сильна Україна» | тимчасово не працює                                        |
| 18                                | Михайліченко Ольга Вікторівна     | 01.11.2010            | середня спеціальна | член Політичної партії «Сильна Україна» | юстиція, м. Білгород-Дністровського, провідний спеціаліст  |
| Самовисування                     |                                   |                       |                    |                                         |                                                            |
| 7                                 | Усатенко Руслан Петрович          | 01.11.2010            | вища               | позапартійний                           | митниця, інспектор                                         |
| 12                                | Куруч Володимир Федорович         | 01.11.2010            | середня спеціальна | позапартійний                           | завод «Гемопласт», черговий                                |
| 13                                | Мостова Інна Миколаївна           | 01.11.2010            | середня спеціальна | позапартійна                            | приватний підприємець                                      |
| 15                                | Лісовиий Олександр Володимирович  | 01.11.2010            | середня спеціальна | позапартійний                           | приватний підприємець                                      |
| 24                                | Качалка Віталій Миколайович       | 01.11.2010            | середня спеціальна | позапартійний                           | приватний підприємець                                      |
| 27                                | Іванченко Микола Борисович        | 01.11.2010            | середня спеціальна | позапартійний                           | приватний підприємець                                      |
| 28                                | Власенко Наталя Семенівна         | 01.11.2010            | середня спеціальна | позапартійна                            | приватний підприємець                                      |
| 29                                | Ільченко Анатолій Сергійович      | 01.11.2010            | середня спеціальна | позапартійний                           | приватний підприємець                                      |